# David Turner
David Turner   (Oakland, 23 de setembre de 1923 - Jacksonville, 26 de juny de 2015) fou un remer estatunidenc que va competir durant la dècada de 1940. Era germà del també remer Ian Turner.
El 1948 va prendre part en els Jocs Olímpics de Londres, on guanyà la medalla d'or en la prova del vuit amb timoner del programa de rem. Posteriorment va fer la carrera militar i lluità a Corea i el Vietnam. El 1969 abandonà l'exèrcit i entrà a treballar a la NOAA.